# Bruderholz
Le Bruderholz est une chaîne de collines située entre les cantons de Bâle-Ville et de Bâle-Campagne, en Suisse.

## Géographie

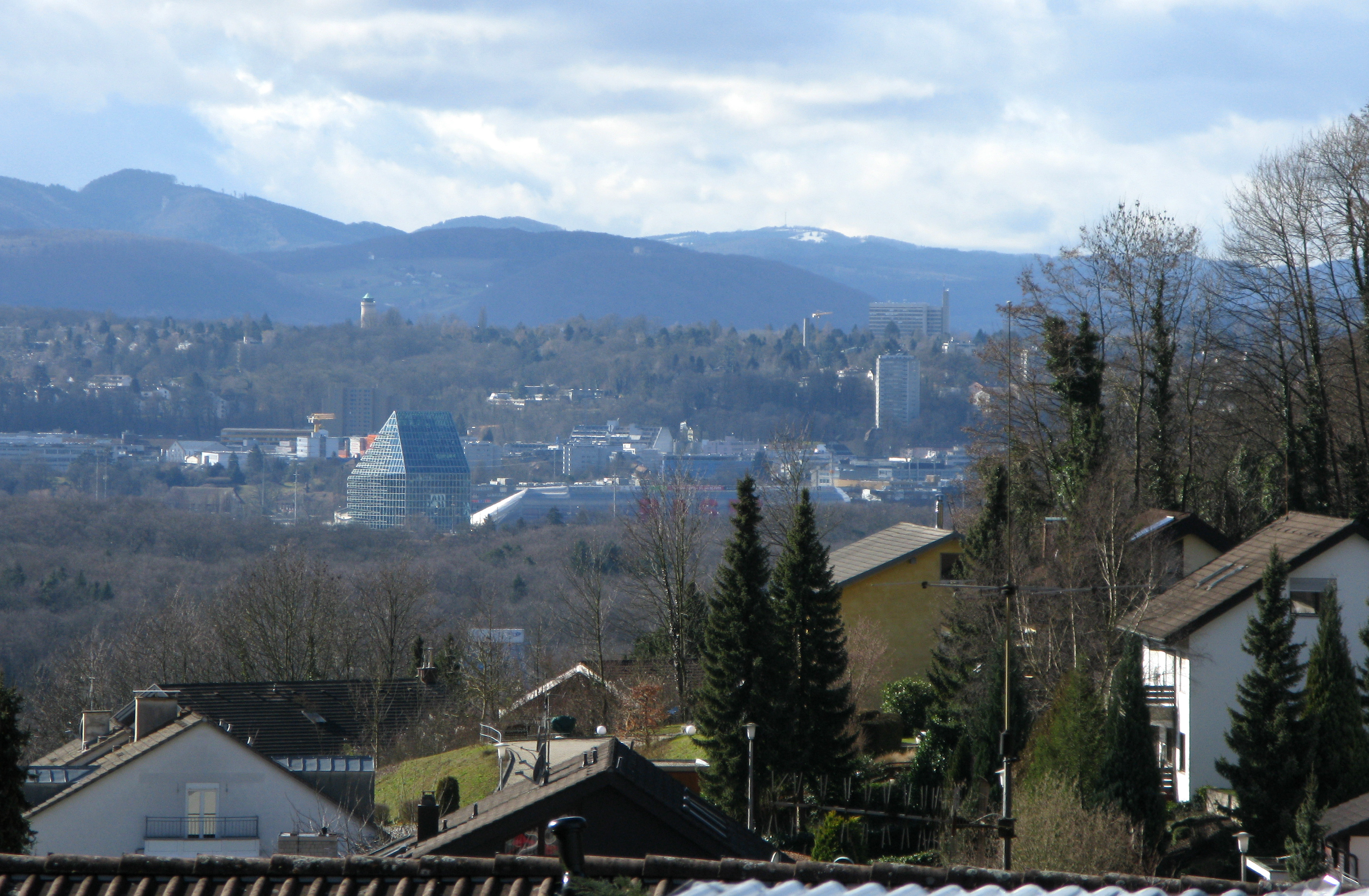
Vue du Bruderholz, au second plan.

Le plateau s'étend du nord-est au sud-ouest et sépare la vallée de la Birse du Leimental. Il fait partie de la chaîne de collines douces qui s'étendent jusqu'au Sundgau et qui s'élèvent d'une centaine de mètres de hauteur par rapport aux vallées adjacentes. 
Il a donné son nom à un quartier de la ville de Bâle.

## Histoire

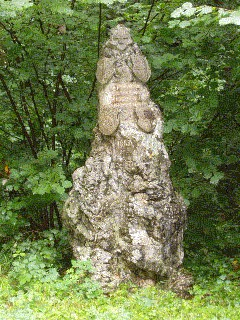
Monument de la bataille de Bruderholz.

Le 22 mars 1499, une bataille de la guerre de Souabe eut lieu sur le plateau. Un monument commémoratif, le Bruderholzdenkmal, se dresse au sommet du plateau, sur le territoire de la commune de Reinach.
Jusque vers 1600, le plateau était une zone forestière peuplée uniquement par des ermites, d'où son nom formé de Bruder frère et Holtz bois en allemand. Par la suite, il marque la frontière franco-suisse entre 1792 et 1815, année à laquelle une redoute défensive y est élevée. 
À partir de 1910, les habitations vont progressivement se multiplier sur le plateau, en particulier après l'arrivée du tramway en 1915. De nos jours, il constitue l'un des quartiers résidentiels aisés de Bâle.

## Source
- (de) Cet article est partiellement ou en totalité issu de l’article de Wikipédia en allemand intitulé « Bruderholz » (voir la liste des auteurs).
- « Bruderholz » dans le Dictionnaire historique de la Suisse en ligne.